# Yoseek
Yoseek（DJ Yoseek）（ヨシーク、ディージェイ・ヨシーク、1994年7月19日 - ）は、東京都板橋区出身のDJ、トラックメイカー、音楽プロデューサー。東京都渋谷区のCLUB CAMELOTにレジデントDJとして所属している。楽曲制作やリリースについては音楽レーベル「20Music」にて活動中。

## 概要
2014年より本格的にDJ活動を開始する。 ４つ打ちを軸としたオールミックスのプレイを得意とし、独自のグルーヴでオーディエンスを魅了し続けるDJ。2016年より若くして年間約30万人を収容する東京・渋谷の「CLUB CAMELOT」のレジデントDJに就任。毎週末は約3,000人を前にDJし、多くの人をロックし、CLUB CAMELOTの中心的存在として活躍中。2018年にはUltra Japan2018にも初出演を果たし、その年の後半にはDJ MAG JAPAN U-29 DJ部門でランキング2位を獲得し、知名度は全国に広がりを見せる。2019年もUltra Korea2019、Ultra Japan2019に立て続けに出演し、クラブだけではなく音楽フェスティバルへの出演も精力的に行っている。DJだけではなく楽曲制作にも力を尽くしており、2017年7月には初のオリジナル楽曲"Deja vu"をそして2018年4月には2ndシングルの”In The Place”をリリース。2ndシングルの”In The Place”では日本全国でリリースツアーを行い、東京/大阪/名古屋等の都市の主要ナイトクラブにも出演し、東京のみならず各地域での出演も成功を収める。2018年末に制作した"Ignite"では初の海外レーベル「Peak Hour Music」と契約し、世界的に有名なダンスミュージック専門サイト「Beatport」のジャンル別チャートにてランクインを果たす。2019年にはマイアミ出身のアーティスト兼モデルのCeline Farach（セリーヌ・ファラッチ）他、立て続けにコラボレーション楽曲を制作。iamSHUMと制作した" I'm So Happy feat.Yoseek&HarukiD" では、iTunesダンスチャートにおいて初登場1位を獲得する。2020年6月にリリースした7th single "Another Day"にて、2曲連続iTunesダンスチャート初登場第1位を獲得。また、この"Another Day"の売上の一部を、新型コロナウイルス感染症の最前線で活動する医療従事者へ寄付することを発表。2021年2月、1st album"HIGHER"をリリース。iTunesダンスチャートにおいて初登場1位を獲得する。

## 略歴
- 2014年
  - DJ活動をスタートし、都内を中心にさまざまなイベントに出演。

- 2016年
  - 4月、東京・渋谷「CLUB CAMELOT」のレジデントDJに就任。
- 2017年
  - 7月、1st single"Deja vu"をリリース。
- 2018年
  - 4月、2nd single"In the place"をリリースし、日本全国でリリースツアーを行う。東京/大阪/名古屋等の都市の主要ナイトクラブにも出演しリリースツアーは成功を収める
  - 7月、東京都内・ホテルニューオータニ GARDEN POOLにて開催された、COSMOPOLITAN主催の「COSMOPOLITAN SUMMER Party」のライブステージにCeline Farach（セリーヌ・ファラッチ）のバックDJとして出演。 [1]
  - 9月、Ultra Japan2018に出演。
  - 11月、DJ MAG JAPAN U-29のDJ部門でランキング2位を獲得。[2]。
  - 12月、3rd single"Start up"をリリース。
  - 12月、MITOMI TOKOTOがプロデューサーとして率いるサイバージャパンのオフィシャルアーティストに。サイバージャパンダンサーズのイベントなどへ出演するようになる。
- 2019年
  - 1月、4th single"Ignite"をリリース。初の海外レーベル「Peak Hour Music」と契約し、世界的に有名なダンスミュージック専門サイト「Beatport」のジャンル別チャートにてランクインを果たす。
  - 3月、5th single"Over again"をリリース。
  - 6月、Ultra Korea2019に出演。
  - 8月、6th single"I need you now feat.Celine Farach"をリリース。初のメジャーレーベル、「ユニバーサルミュージック」からリリース。[3]
  - 9月、Ultra Japan2019に出演。
  - 9月、iamSHUMと共作し、7th Single"I'm So Happy feat.Yoseek & HarukiD"をリリース。iTunesダンスチャートにおいて初登場1位を獲得する。

- 2020年
  - ６月、7th single"Another Day"をリリース。iTunesダンスチャートにおいて初登場1位を獲得する。
- 2021年
  - 2月、1st album"HIGHER"をリリース。iTunesダンスチャートにおいて初登場1位を獲得する。

## ディスコグラフィ

### シングル
| タイトル                                          | リリース      | アーティスト | レーベル            |
| ------------------------------------------------- | ------------- | ------------ | ------------------- |
| Deja vu (Original Mix)                            | 2017年7月12日 | Yoseek & OHC | 20Music             |
| In the place (Original Mix)                       | 2018年4月11日 | Yoseek & OHC | 20Music             |
| Start up (Original Mix)                           | 2018年12月5日 | Yoseek & OHC | 20Music             |
| Ignite (Original Mix)                             | 2019年1月28日 | Yoseek       | Peak Hour Music     |
| Over again (Original Mix)                         | 2019年3月6日  | Yoseek       | 20Music             |
| I need you now feat. Celine Farach (Original Mix) | 2019年8月30日 | Yoseek & OHC | UNIVERSAL MUSIC LLC |
| I'm So Happy feat.Yoseek & HarukiD                | 2019年9月25日 | iamSHUM      | CLMX RECORDS        |
| Another Day (Original Mix)                        | 2020年6月17日 | Yoseek & OHC | 20Music             |

### アルバム
| タイトル | リリース      | アーティスト | レーベル |
| -------- | ------------- | ------------ | -------- |
| HIGHER   | 2021年2月24日 | Yoseek       | 20Music  |